# Andrena agilissima
Andrena agilissima là một loài ong trong họ Andrenidae. Loài này được Scopoli miêu tả khoa học đầu tiên năm 1770.